# Catherine de Cossé-Brissac
Catherine-Françoise-Charlotte de Cossé-Brissac (13 janvier 1724 - 22 juillet 1794) est une aristocrate française, arrêtée pendant la Révolution française, accusée de trahison et guillotinée. Elle est la grand-mère paternelle d'Adrienne de Noailles, marquise de La Fayette.

## Biographie
Catherine est la fille aînée de Charles-Timoléon-Louis de Cossé, duc de Brissac et Grand panetier de France, et de Catherine-Madeleine Pecoil de la Villedieu, dame de compagnie de Madame Adélaïde. Sa sœur cadette, Françoise-Judith, épouse Armand-Louis de Béthune, marquis de Charost. Elle est la nièce du maréchal Jean Paul Timoléon de Cossé-Brissac, duc de Brissac, et la cousine de Louis Hercule Timoléon de Cossé-Brissac, également duc de Brissac et époux d'Adélaïde-Diane-Hortense Mancini-Mazarin, dame d'atours de la reine.
Le 25 février 1737, elle épouse le futur maréchal Louis de Noailles, duc d'Ayen, le fils et héritier d'Adrien Maurice de Noailles et de Françoise-Charlotte d'Aubigné. Elle devient ainsi la belle-sœur de Françoise-Adélaïde, comtesse d'Armagnac, d'Amable-Gabrielle, duchesse de Villars et dame d'atours de la reine, de Marie-Louise, duchesse de La Force, du duc de Mouchy et de son épouse, Anne-Claude-Louise d'Arpajon, première dame d'honneur de la reine, ainsi que de Marie-Anne-Françoise, comtesse de La Marck. Le couple a quatre enfants :
- Jean-Louis-Paul-François de Noailles (26 octobre 1739 - 20 octobre 1824), duc de Noailles, épouse Henriette-Anne-Louise d'Aguesseau,
- Adrienne-Catherine de Noailles (24 décembre 1741 - 1er février 1814) épouse René Mans de Froulay de Tessé, comte de Tessé et dernier marquis de Lavardin,
- Emmanuel-Marie-Louis de Noailles (12 décembre 1743 - septembre 1822), marquis de Noailles, épouse Charlotte-Françoise de Hallencourt de Dromesnil,
- Philippine-Louise de Noailles (14 septembre 1745 - 22 décembre 1791), épouse Louis-Antoine-Armand de Gramont, duc de Lesparre, fils d'Antoine VII de Gramont.

En 1787, la duchesse de Noailles tente d'empêcher l'enregistrement de l'édit de Versailles accordant l'état civil aux non-catholiques . 
Un an après la mort de son mari, en pleine Terreur révolutionnaire, elle est emprisonnée à la prison du Luxembourg avec sa belle-fille, Henriette-Anne-Louise d'Aguesseau, et l'aînée de ses petites-filles, Anne-Louise, vicomtesse de Noailles. Prises dans la conspiration des prisons, elles sont guillotinées le 22 juillet 1794 à la Barrière du Trône, et sont inhumées au cimetière de Picpus.

## Titres
- 13 janvier 1724 - 25 février 1737 : Mademoiselle de Brissac [4],
- 25 février 1737 - 24 juin 1766 : Madame la duchesse d’Ayen,
- 24 juin 1766 - 22 août 1793 : Madame la duchesse de Noailles,
- 22 août 1793 - 22 juillet 1794 : Madame la duchesse douairière de Noailles.